# Фаркасон, Марджори
Марджори Милн Фаркасон (англ. Marjorie Milne Farquharson; 11 августа 1953 — 13 мая 2016) — политолог, правозащитница.
Более 25 лет работала в сфере прав человека во многих местах, включая офис Организации Объединённых Наций в Женеве и Совет Европы в Страсбурге. Она делала сообщения о торговле людьми, проблемах людей без гражданства, сексуальных меньшинствах, задержаниях, пытках. Марджори свободно владела русским языком и работала в Советском Союзе с 1978 по 1992 год. После распада СССР в декабре 1991 года она занималась аналогичными вопросами в России, Украине и всех пяти государствах Центральной Азии.
Она также провела год в Югославии, освещая последствия распада страны, наблюдая за нарушениями прав человека в Боснии и Герцеговине.

## Ранние годы жизни и образование
Марджори Фаркасон родилась в Глазго 11 августа 1953 года. Она была одним из трех детей Нелли Милн и Александера Фаркасона.
С 1971 по 1976 год училась в университете Сент-Эндрюс в Файфе, Шотландия. В 1975 году, будучи студенткой, она впервые приехала в Москву. На следующий год она была удостоена двух университетских наград — от факультета русского языка и университетской премии им. Джеймса Стюарта по экономике — и получила степень магистра в области советологии.

## Жизнь и работа

### Брежнев, Андропов, Черненко: стагнация в СССР, 1978—1984 гг.
В 1978 году Марджори начала работать в Amnesty International в Лондоне в качестве исследователя по СССР. Она отвечала за установление контактов для получения информации от неофициальных и официальных источников и за подготовку первичных исследовательских материалов для Amnesty по региону, основываясь на своей собственной оценке достоверности материалов.
Основным источником информации о нарушениях прав человека в Советском Союзе в силу его «охвата, детализации и точности» была «Хроника текущих событий», подпольный бюллетень, который с апреля 1968 года по август 1983 года регулярно выпускался в СССР в виде машинописного самиздатовского текста и распространялся письмами по цепочке. «Хроника» на английском языке появилась с 1971 года, но Amnesty перестала публиковать её переведенную версию, когда Марджори стала работать в организации.
В течение следующих шести лет она помогала процессу быстрого перевода и публикации «Хроники» и следила за тем, чтобы ключевые «неохваченные проблемы» 1976—1977 годов также появились на английском языке. Среди них было появление Хельсинкских групп и обращение с ними властей СССР (отмечено в 1979 г.). Поскольку те, чья судьба была зафиксирована в «Хронике», и те, кто собирал опубликованную информацию, подвергались все большему давлению, решимость Марджори сделать более широким круг людей, осведомленных о происходящем в СССР — во время разрядки, после вторжения в Афганистан в декабре 1979 года, после введения военного положения в Польше (декабрь 1981 года) — оказалась вполне оправданной.
Последний выпуск «Хроник» вышел в Москве в августе 1983 года. Когда Марджори в 1991 году приехала в Москву, она встретилась со многими диссидентами и правозащитниками, чьи случаи были описаны на страницах бюллетеня. Позже она написала их некрологи для британской и шотландской прессы.

### Горбачев: гласность и перестройка, 1985—1992 гг.
Марджори разглядела возможность, предоставленную горбачевской перестройкой, и в меморандуме от июля 1989 года впервые предложила создать представительство AI в Москве. Она сама же поехала его организовывать.
Она разработала стратегию Amnesty International в отношении СССР и помогла решить вопрос о переходе организации к диалогу с властями после 1985 года, не ставя под удар собственную позицию Amnesty по правам человека. В мае 1988 года в Париже состоялась встреча с Федором Бурлацким, главой официальной Общественной комиссии по международному сотрудничеству по гуманитарным вопросам и правам человека, созданной горбачевским Политбюро. В январе 1989 года заместитель министра иностранных дел Анатолий Адамишин прибыл в Лондон и во время своего пребывания совершил то, что он назвал «символическим визитом» в международный секретариат Amnesty.
Во время этих многочисленных предварительных встреч Марджори получила согласие на первое официальное издание Amnesty International на русском языке: «Когда убивает государство», книгу о смертной казни, написанную в 1989 году.
В январе 1991 года Марджори поехала в Москву, чтобы создать офис AI, первое отделение организации в Восточной Европе. За 15 месяцев ей удалось найти, отремонтировать и оборудовать офис в центре Москвы и закрепить правовой статус организации.
Она занималась продвижением идеи прав человека в прессе, радио и на телевидении, установила широкий круг контактов в Москве, провинциальной России и других советских республиках. В течение последних пяти месяцев своего пребывания, начиная с ноября 1991 года, Марджори готовила и вела еженедельную программу о правах человека на «Радио Россия» и организовала первую в России конференцию о смертной казни. Она также активно выявляла продолжающееся политическое злонамеренное использование психиатрии. В середине этого напряженного периода её работы произошла попытка августовского путча, и за четыре месяца до отъезда Марджори из Москвы, Советский Союз перестал существовать.

### Босния, снова Москва и Совет Европы, 1993—2001 гг.
С 1993 по 1994 год Марджори была советником Тадеуша Мазовецкого, специального докладчика по в бывшей Югославии в Комиссии ООН по правам человека. Она проводил мониторинг нарушений прав человека в Боснии и Герцеговине во время боснийско-хорватских и боснийско-сербских гражданских войн. Она отвечала за подготовку речей и документов по мониторингу ситуации с правами человека, основываясь на исследованиях в этих регионах (Сараево, Киселяк, Бихач и Загреб), а также за связь с представителями иностранных правительств.
В период с 1994 по 1996 год Марджори снова работала в Москве, в качестве директора CAF (отделение поддержки НПО ТАСИС). Эта работа происходила в рамках Демократической программы Европейского Союза по развитию гражданского общества в бывшем СССР, имея целью помочь новому третьему сектору в России встать на ноги. В рамках программы представители около пятисот неправительственных организаций прошли обучение в таких областях как сбор средств, бухгалтерский учёт, оценка проектов, работа со СМИ, создание коалиций. Она также выпустила оригинальные исследования на русском языке о местном и западноевропейском неправительственном секторе. Программа получила оценку «А» Европейским Советом и была представлена публике в 1996 году.
С 1996 по 2001 год Марджори была советником по программам и главой субрегиона при Директорате Совета Европы по правам человека. В её сферу деятельности входили Российская Федерация и Украина, после вступления этих стран в Совет Европы. Программа помогла создать правозащитные учреждения; проанализировал местные законы для оценки их соответствия европейским стандартам в области прав человека; благодаря ей сотрудники правоохранительных органов и НПО обучались непосредственному применению европейских стандартов. Были запущены сайты и изданы справочники на местных языках.
Будучи должностным лицом Совета Европы, Марджори работала более чем в тридцати субъектах Российской Федерации и помогала создать систему региональных омбудсменов по правам человека. Она также способствовала получению консультативного статуса в Совете Европы некоторым российским НПО. Ещё до того, как Россия стала приемлемой стороной Европейской конвенции по правам человека, Марджори приступила к организации учебных семинаров для российских юристов, обучая их участию в судебных процессов в Европейском суде по правам человека в Страсбурге.
Программа проходила в тесном контакте с политическими органами Совета Европы — Парламентской ассамблеей и Комитетом министров, и с её судебным органом — Европейским судом по правам человека. Многообразие партнёров на местах варьировалось от Администрации Президента до НПО в отдаленных регионах.

### Независимый консультант по правам человека
В 2001 году Марджори вернулась в свою родную Шотландию и начала работать независимым консультантом по правам человека. Годом ранее в статье, озаглавленной «The Freight and the Groove» («Тяжесть и удовольствие»), она вспомнила и описала то, что произошло со многими известными советскими диссидентами после распада СССР.
Благодаря своей работе она побывала во многих регионах России и во всех пяти государствах Центральной Азии. Она проводила многочисленные исследовательские проекты для Программы развития ООН, Управления Верховного комиссара Организации Объединённых Наций по делам беженцев и дала свое экспертное заключение по многочисленным делам, касающимся лиц, ищущих убежища в Великобритании. Она выступала на Радио «Свободная Европа» и писала для журнала Index on Censorship («Индекс цензуры»).
Марджори написала некрологи многих известных российских диссидентов для лондонской газеты Independent — Кронида Любарского, Татьяны Великановой, Ларисы Богораз, Леонарда Терновского, а также два некролога для Herald (Глазго) — диссидента Валерия Абрамкина и журналистки Анны Политковской.
Будучи членом Религиозного общества Друзей (квакеров), Марджори была клерком регионального собрания юго-востока Шотландии (2009—2013). Она была официальным регистратором браков по этому региону, признанным государством уполномоченным лицом, проводящим и регистрирующим браки от Религиозного общества Друзей (так же, как это делает англиканский священник). Она наблюдала за заключением первого религиозного однополого брака в Шотландии. Её жизнь была вдохновлена и являлась свидетельством ключевых квакерских ценностей: миростроительства, равенства, простоты и правды.

## Смерть. Наследие
Несмотря на влияние рассеянного склероза, она, как член Национальной партии Шотландии, участвовала в кампании за независимую Шотландию в составе Европы.
Стиль её работы в странах, по которым она являлась экспертом (пять государств Центральной Азии, Россия, Украина, Грузия и три страны Балтии), и отношения с теми, чьи условия она стремилась улучшить, были описаны следующим образом:
Она консультировала по вопросам финансирования и оценки различных проектов, много ездила одна в местах с плохими условиями жизни, со значительным личным риском. Ее скромное и непритязательное поведение в сочетании с обширными знаниями позволило добиться людского доверия.
Марджори Фаркасон умерла в Эдинбурге 13 мая 2016 года.
Её «Московский дневник» (Moscow Diary), записи, которые она вела о времени, в течение которого создавала Информационный офис AI в Москве, был опубликован посмертно в 2018 году. Работа Марджори в тот период в сочетании с её острым восприятием и занимательным стилем изложения делают эту книгу очень интересным повествованием. В ней соединены взгляды на политику прав человека и наблюдения за необычайно широким кругом людей, с которыми она тогда столкнулась.
Любовь к России, русскому языку, культуре и людям сопровождали её на протяжении всей жизни. Ей нравилось читать и переводить на английский русских авторов. Среди переводов были рассказы Гоголя и Булгакова, а также кое-что из прозы Осипа Мандельштама и Ходасевича. Она также перевела мучительно честный отрывок о ГУЛАГе из «Записок вашей современницы» Надежды Гранкиной.
Марджори сама писала рассказы. В 2000 году её «Метеостанция» получила премию Международной службы Би-би-си за лучший рассказ.